# جیمز دیوی
جیمز دیوی (انگلیسی: James Davey; ۲۵ دسامبر ۱۸۸۰ – ۱۸ اکتبر ۱۹۵۱) بازیکن راگبی ۱۵ نفره اهل بریتانیا بود.